# Jazanaq
Jazanaq (persiska: جزنق, جَزناق) är en ort i Iran.   Den ligger i provinsen Markazi, i den centrala delen av landet, 260 km sydväst om huvudstaden Teheran. Jazanaq ligger 1 828 meter över havet och antalet invånare är 405.
Terrängen runt Jazanaq är huvudsakligen kuperad, men söderut är den platt. Runt Jazanaq är det ganska tätbefolkat, med 54 invånare per kvadratkilometer. Närmaste större samhälle är Tūreh, 7,0 km sydväst om Jazanaq. Trakten runt Jazanaq består i huvudsak av gräsmarker.